# Brokstedt
Brokstedt er en by og kommune i det nordlige Tyskland, beliggende i Amt Kellinghusen i den nordøstlige del af Kreis Steinburg. Kreis Steinburg ligger i sydvestlige del af delstaten Slesvig-Holsten.

## Geografi
Brokstedt ligger 9 km nordøst for Kellinghusen. Floderne Brokstedter Au og Stör løber gennem kommunen. Brokstedt ligger ved jernbanen mellem Hamborg og Kiel, på strækningen mellem Elmshorn og Neumünster.